# Аскерова, Салатын Азиз кызы
Салатын Азиз кызы Аскерова (азерб. Salatın Əziz qızı Əsgərova; 16 декабря 1961, Баку — 9 января 1991, село Галадереси, Нагорно-Карабахская АО) — азербайджанская журналистка, корреспондент газеты Молодёжь Азербайджана. Национальный герой Азербайджана (1992, посмертно).

## Биография

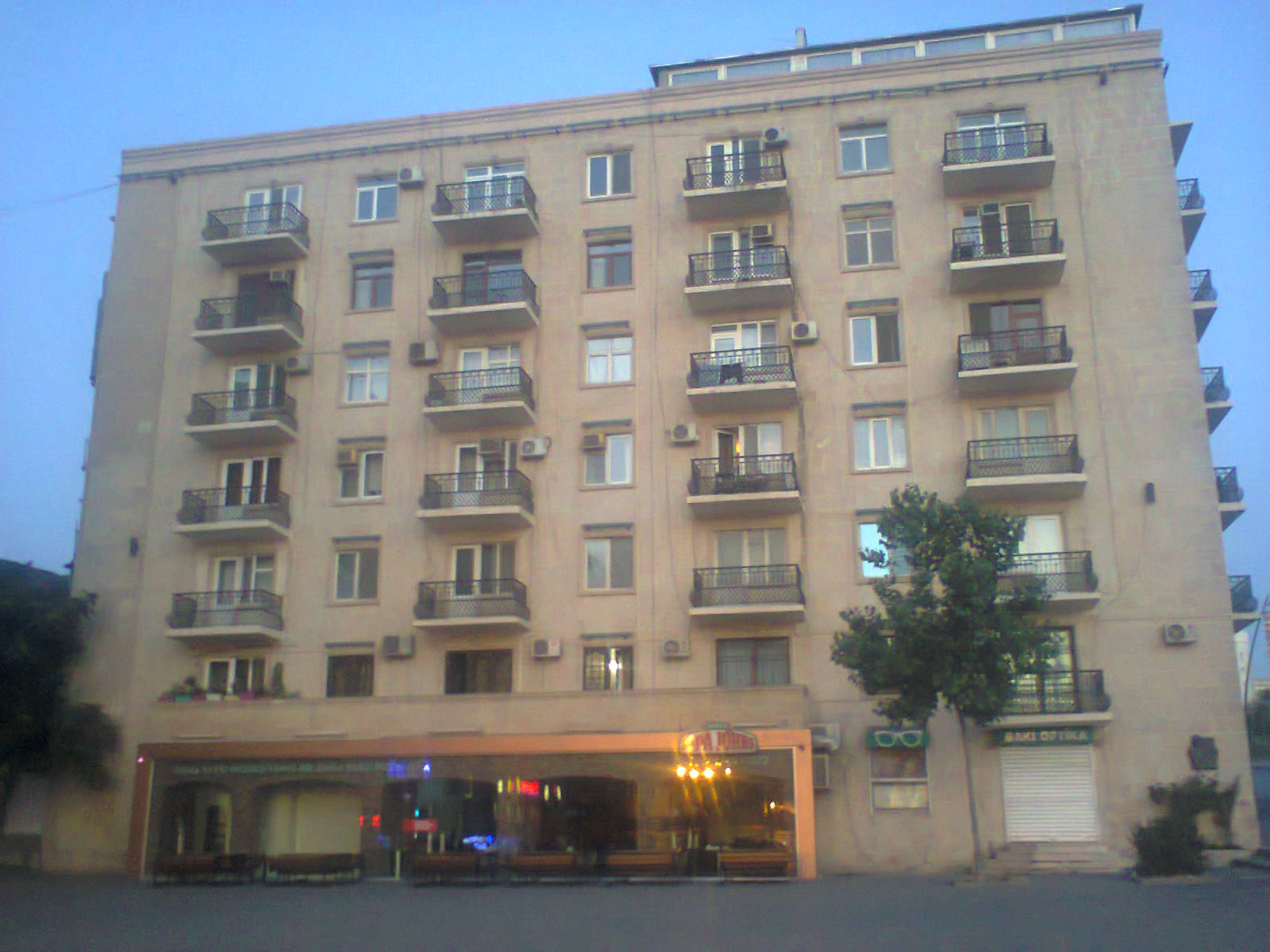
Дом в Баку, в котором жила Салатын Аскерова

Родилась 16 декабря 1961 года в Баку. В 1979 году окончила школу № 18 имени Микаила Мушвига. В этом же году поступила в Азербайджанский институт нефти и химии.
Позднее, после окончания института и, получив профессию инженера, Аскерова стала журналистом. Свою журналистскую деятельность она начала в газете «Баку». С 1988 года работала репортёром в газете «Молодёжь Азербайджана». В 1990—1991 годах вела репортажи из Нагорного Карабаха, часто выезжала в зону боевых действий.
9 января 1991 года по пути из Лачина в Шушу на 6 км от дороги у села Галадереси машина, в которой находилась Салатын Аскерова, попала под обстрел армянских боевиков. Вместе с ней в машине было трое военнослужащих Советской армии: командир батальона подполковник О. Ларионов, начальник штаба военной комендатуры Лачинского района майор И. Иванов и сержант И. Гойек. Олег Ларионов был родом из Тайшета, сибиряк. Он более пяти лет командовал батальоном, который весной 1990 года cдерживал атаки армян на село Баганис-Айрум в Казахском районе.
15—17 мая 1991 года на территории Нагорного Карабаха по обвинению в убийстве были задержаны А. Мкртчян, Г. Петросян, А. Мангасарян и Г. Арустамян. 29 августа 1991 года прокуратура Азербайджана сделала заявление, согласно которому все четверо «…привлекаются к уголовной ответственности». Арестованные были приговорены судом к высшей мере наказания — расстрелу, однако вскоре были переданы армянской стороне.
Салатын Аскерова была замужем и имела сына.
Сын Салатын Аскеровой — Джейхун в память о матери стал журналистом и работает в одной из телекомпаний Азербайджана.

## Память
Похоронена на «Аллее Шехидов» в Баку.
Указом Президента Азербайджанской Республики № 262 от 3 июня 1991 года, за доблесть, оказанную во время исполнения своих обязанностей в Нагорно-Карабахской автономной области, Салатын Аскерова была посмертно удостоена Почётной грамотой Азербайджанской Республики.
Указом Президента Азербайджанской Республики № 294 от 6 ноября 1992 года Аскеровой Салатын Азиз кызы было присвоено звание Национального героя Азербайджана (посмертно).
Её именем названа улица в Баку. Один из катеров в Бакинской бухте носит её имя. На стене дома, где она жила, установлена мемориальная табличка.
Была информация о том, что село Ехцаох (ныне Сарыбаба), близ которого Салатын Аскерова была убита, было названо в её честь — «Салатынкенд», однако согласно другой информации, это решение не было утверждено правительством Азербайджана. Известно же что решением Милли Меджлиса Азербайджанской Республики № 708-IQ от 5 октября 1999 года село Ехцаог было переименовано в Сарыбаба. 14 декабря 2021 года на заседании осенней сессии Милли Меджлиса Азербайджанской Республики депутат Ганира Пашаева попросила, учитывая просьбу сына журналистки, а также многих коллег и интеллигенции, назвать село где погибла Салатын Аскерова в честь её 60-летнего юбилея — Салатынкенд.
Про Салатын Аскерову написан мини-рассказ в рамках предмета Русский язык для тюркских школ — «С днём рождения, Салатын».

Могила Салатын Аскеровой на Аллее Шехидов в Баку
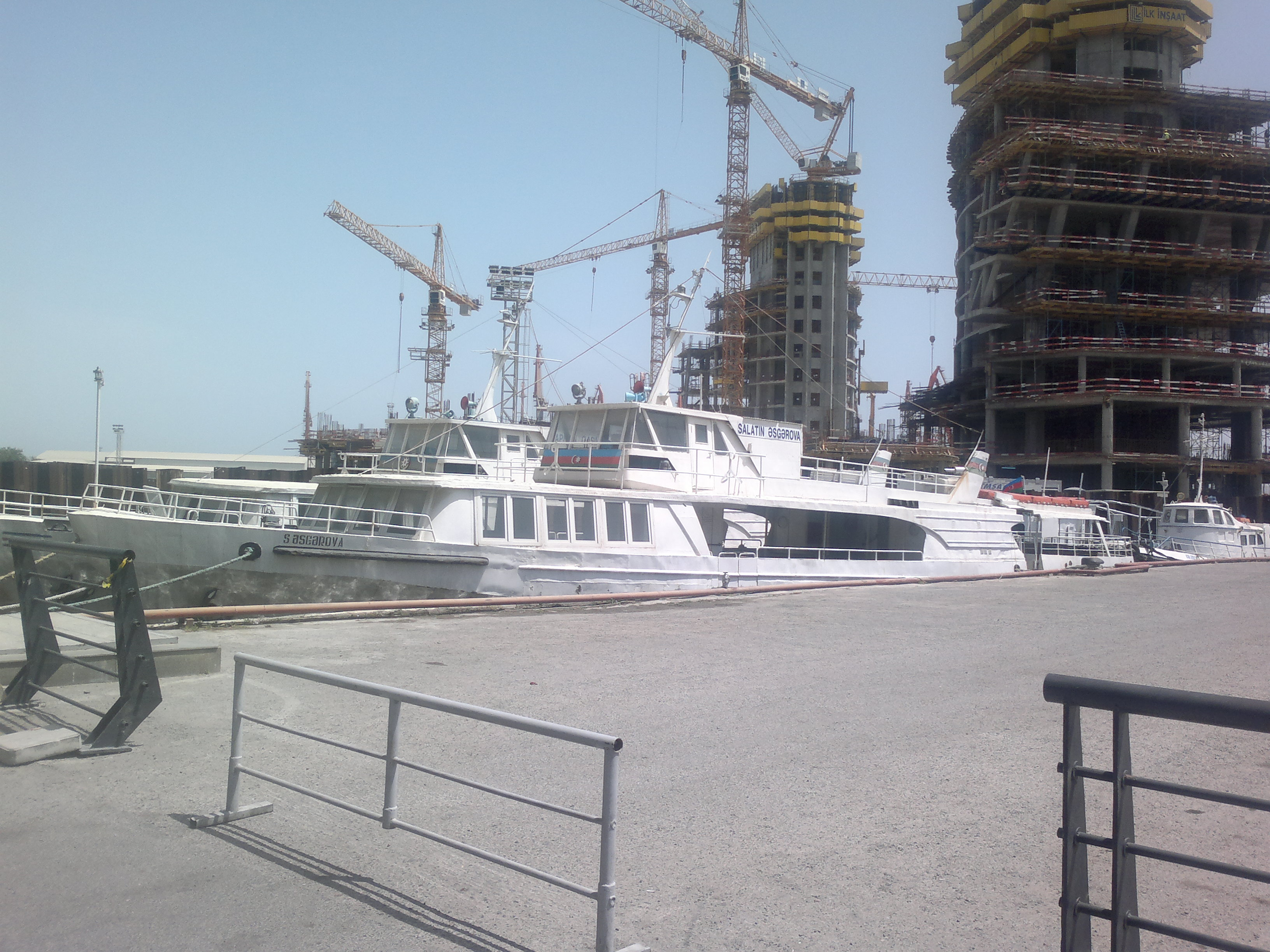
Корабль «Салатын Аскерова» в Бакинской бухте
Мемориальная доска на стене дома в Баку, в котором жила Салатын Аскерова